# До Зброї
До Зброї — дебютний студійний альбом українського треш-метал гурту Січгарт випущений під лейблом Dead Center Prods 13 жовтня 2013 року.
Лірика альбому До Зброї присвячена козацтву, патріотизму в цілому, розкриває теми геноциду та насильства.

## Список композицій
1. Прокинься, воїн! (Rise Up, Warrior!) — 02:00
2. Вершник (Horseman) — 04:50
3. Кривавий бруд (Bloody Dirt) — 03:48
4. Морок'33 (Gloom'33) — 05:52
5. Смерть не вирок (Death is not a Sentence) — 03:37
6. До зброї! (Call to Arms!) — 06:04
7. Зірка полин (Wormwood Star) — 02:17
8. Шлях крізь пекло (Path Through Hell) — 03:31
9. Час померти (Time to Die) — 06:10
10. Підманула (You Tricked Me, and Let Me Down,Bitch!)

- (Bonus Track, Ukraininan Ethno Song Cover)